# Karmen (manzana)
Karmen es una  variedad cultivar de manzano (Malus domestica).
El fruto tiene pulpa de textura suave y jugosa con un sabor bueno pero bastante ácido. Su zona óptima para el cultivo es USDA Hardiness Zones 5 a 8.

## Historia
'Karmen' es una variedad de manzana, a partir del cruce de 'Lord Lambourne' x 'Linda'. Criado en la Estación experimental checa de Strížovice, década de 1960; introducida en 1962.
'Karmen' se cultiva en la National Fruit Collection con el número de accesión: 1982-255 y nombre de accesión: Karmen.

## Características
'Karmen' es un árbol moderadamente vigoroso, vertical, y resistente a la sarna del manzano gracias a la presencia del gen Vf. Portador de espuela de fructificación. Cosechas anuales moderadamente copiosos, necesita de aclareo de los frutos para que alcancen una mayor talla tiene un tiempo de floración que comienza a partir del 5 de mayo con el 10% de floración, para el 10 de mayo tiene una floración completa (80%), y para el 16 de mayo tiene un 90% caída de pétalos.
'Karmen' tiene frutos de tamaño grande, con forma oblonga, con una altura promedio de 58,78 mm y ancho promedio de 73,23 mm, con nervaduras muy débiles, corona débil; color de fondo amarillo blanquecino, sobre color lavado de rojo anaranjado, típicamente lavado entre 40 y 70% con rojo suave, con un patrón denso de rayas más oscuras y pequeñas lenticelas dispersas, ruginoso-"russeting" (pardeamiento áspero superficial que presentan algunas variedades) bajo; cáliz grande y cerrado, a veces parcialmente abierto, colocado en una cuenca medianamente profunda y  media, rodeada por una corona ligeramente nudosa; pedúnculo de corto a mediano y se encuentra en una cavidad poco profunda, con ruginoso-"russeting" en forma de rayos hacia el hombro; epidermis es gruesa y tiende a sentirse grasosa cuando está madura y almacenada; se desarrolla una sensación grasa en la piel en la madurez. La pulpa de color verdoso, de textura suave y jugosa, con un sabor bueno pero bastante ácido.
Su época de maduración y recogida a partir de mediados de octubre. Se mantiene dos meses en almacenamiento en frío. Los sabores completos se desarrollan dos o tres semanas después de la cosecha.

## Usos
Un fruto excelente como postre de manzana de mesa fresca.

## Ploidismo
Diploide auto estéril; necesita polinizador. Grupo de polinización C. Día 10.

## Susceptibilidades
- Sarna del manzano: no presenta a ninguna de las variedades de esta infección gracias a la presencia del gen Vf.[8]
- Fuego bacteriano del manzano: ataque débil
- Mildiu: ataque débil